# Tomáš Mica
Tomáš Mica (* 25. května 1983 Brno), často uváděný jako Tomáš Míca, je bývalý profesionální český fotbalista a mládežnický reprezentant České republiky (2002–2003), který nejčastěji nastupoval jako záložník a útočník. Vrcholově se věnuje také futsalu a malé kopané.
Nejvyšší fotbalovou soutěž okusil v České republice, Bulharsku a na Maltě.

## Rodina
Jeho bratrem je Lukáš Matyska, který si v ročníku 2010/11 připsal čtyři prvoligové starty v dresu Zbrojovky Brno.

## Hráčská kariéra

### Reprezentace
V mládežnickém věku reprezentoval Českou republiku. Nastupoval za reprezentaci do 19 let (2002: 3 zápasy/1 gól/95 minut) a reprezentaci do 20 let (2002: 3/1/177, 2003: 3/0/192).

### Evropské poháry
V dresu 1. FC Synot zasáhl do čtyř utkání Poháru Intertoto (2002: 3/1/60, 2003: 1/0/24) v nichž vstřelil jednu branku.

### První liga
V nejvyšší soutěži ČR nastoupil ve 26 utkáních za 1. FC Synot (dobový název 1. FC Slovácko), vstřelil jeden gól. Nejvyšší soutěž hrál také v Bulharsku a na Maltě.
Od prosince 2010 se připravoval se Zbrojovkou Brno, na angažmá se však nedohodl a zamířil na Maltu.

### Druhá liga
Druhou ligu hrál ve švýcarských klubech FC Wil, FC La Chaux-de-Fonds a Yverdon-Sport SC.

### Nižší soutěže
V Moravskoslezské fotbalové lize nastupoval za B-mužstvo Synotu (2001–2003), FC Dosta Bystrc-Kníničky (2006) a MSK Břeclav (2010), ve třetí nejvyšší soutěži zaznamenal sedm branek.
V sezoně 2000/01 hrál divizi za Bystrc-Kníničky.
V sezoně 2007/08 působil v italském klubu US Calcio Caravaggese v Serii C2.
V sezoně 2011/12 hrál divizi za Spartu Brno, po odchodu z tohoto klubu zamířil do Rakouska, kde hrál nižší soutěže za USV Grafenwörth (2012/13), SVU Mauer-Öhling (podzim 2013) a SV Ziersdorf (jaro 2014 a 2014/15).
Po návratu z Rakouska byl hráčem Soběšic, v červenci 2016 byl na zkoušce v FK Blansko. V sezoně 2016/17 hrál Přebor Jihomoravského kraje v dresu Moravské Slavie Brno (22 starty/16 branek). Poté přestoupil do mužstva TJ Start Brno, s nímž vyhrál I. A třídu (sk. A) a k postupu do nejvyšší jihomoravské soutěže přispěl 30 brankami ve 26 utkáních.

### Ligová bilance
| Ročník                              | Zápasy | Góly | Minuty | Klub                     |
| ----------------------------------- | ------ | ---- | ------ | ------------------------ |
| MSFL 2001/02                        | –      | 0    | –      | 1. FC Synot „B“          |
| I. liga 2001/02                     | 11     | 1    | 356    | 1. FC Synot              |
| MSFL 2002/03                        | –      | 0    | –      | 1. FC Synot „B“          |
| I. liga 2002/03                     | 13     | 0    | 423    | 1. FC Synot              |
| I. liga 2003/04                     | 2      | 0    | 44     | 1. FC Synot              |
| I. liga 2004/05                     | 23     | 2    | –      | PFK Naftex Burgas        |
| I. liga 2005/06                     | 14     | 0    | –      | PFK Naftex Burgas        |
| MSFL 2005/06                        | –      | 6    | –      | FC Dosta Bystrc-Kníničky |
| MSFL 2010/11                        | 6      | 1    | 536    | MSK Břeclav              |
| CELKEM I. LIGA (2002–2003)          | 26     | 1    | 823    |                          |
| CELKEM I. LIGA (2004–2005)          | 37     | 2    | –      |                          |
| CELKEM III. LIGA – MSFL (2001–2010) | –      | 7    | –      |                          |